# Choristemon humilis
Choristemon humilis är en ljungväxtart som beskrevs av Williamson. Choristemon humilis ingår i släktet Choristemon och familjen ljungväxter. Inga underarter finns listade i Catalogue of Life.